# Lake Pan
Der Lake Pan ist ein See im Southland District der Region Southland auf der Südinsel von Neuseeland.

## Geographie
Der Lake Pan befindet sich auf einer Höhe von 617 m zwischen dem Te Awa-o-Tū / Thompson Sound, rund 6 km westlich und dem Hinenui / Nancy Sound, rund 4,3 km ostnordöstlich. Mit einer Flächenausdehnung von rund 18,8 Hektar und einem Seeumfang von rund 1,77 km erstreckt sich der See über eine Länge von rund 635 m in Nordnordwest-Südsüdost-Richtung und misst an seiner breitesten Stelle rund 420 m in Westsüdwest-Ostnordost-Richtung.
Gespeist wird der Lake Pan von einem kleinen Gebirgsbach. Seine Entwässerung findet am südsüdöstlichen Ende des Sees über ein rund 80 m langes Verbindungsstück zum 2 m tiefer gelegenen Lake Dora statt.